# Berchemia floribunda
Berchemia floribunda är en brakvedsväxtart som först beskrevs av Nathaniel Wallich, och fick sitt nu gällande namn av Adolphe-Théodore Brongniart. Berchemia floribunda ingår i släktet Berchemia och familjen brakvedsväxter. Utöver nominatformen finns också underarten B. f. oblongifolia.

## Bildgalleri

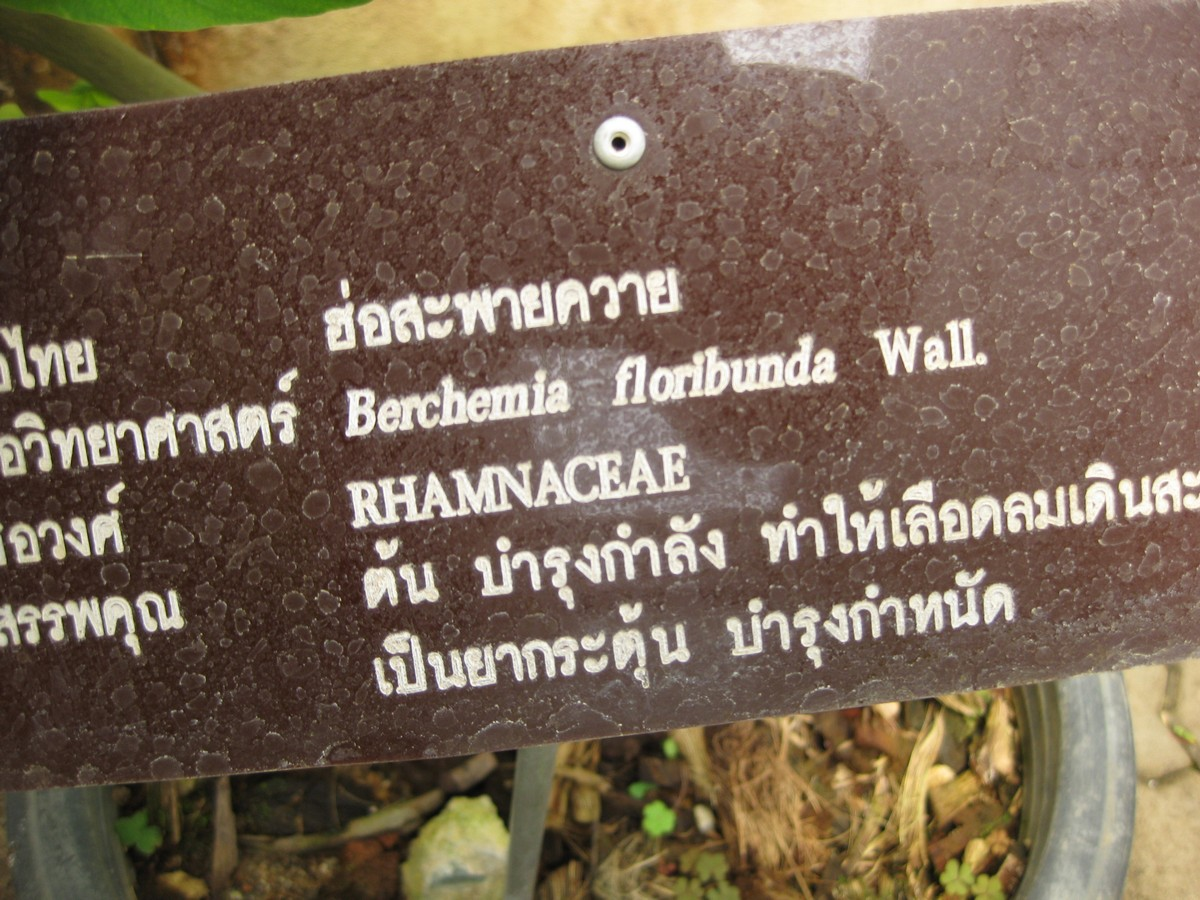